# 2094 Magnitka
2094 Magnitka este un asteroid din centura principală, descoperit pe 12 octombrie 1971 de Observatorul din Crimeea.